# St. Georgen (St. Gallen)
St. Georgen ist ein Quartier der Schweizer Stadt St. Gallen.

## Lage

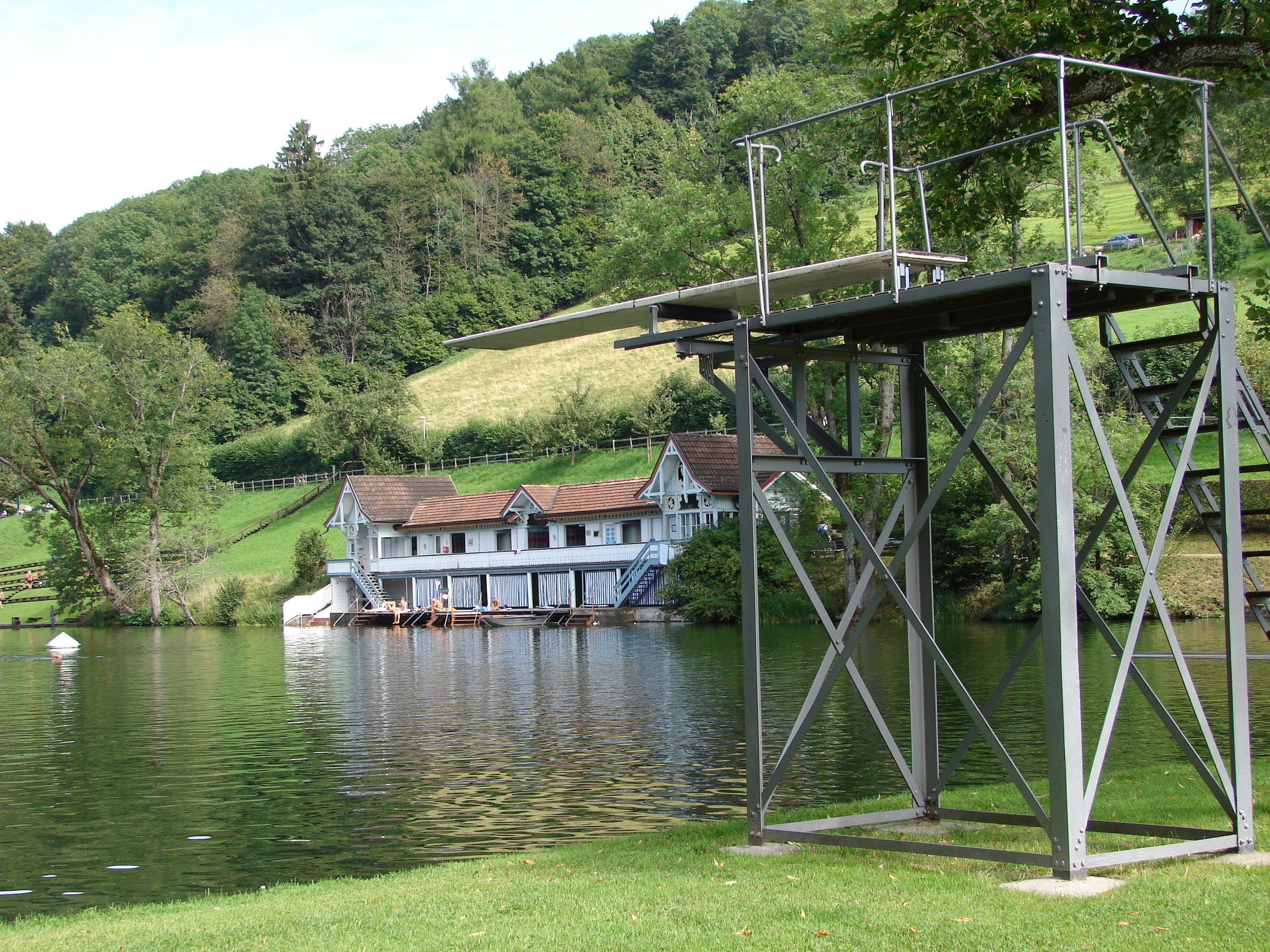
Sprungturm beim «Manneweiher» (2010)

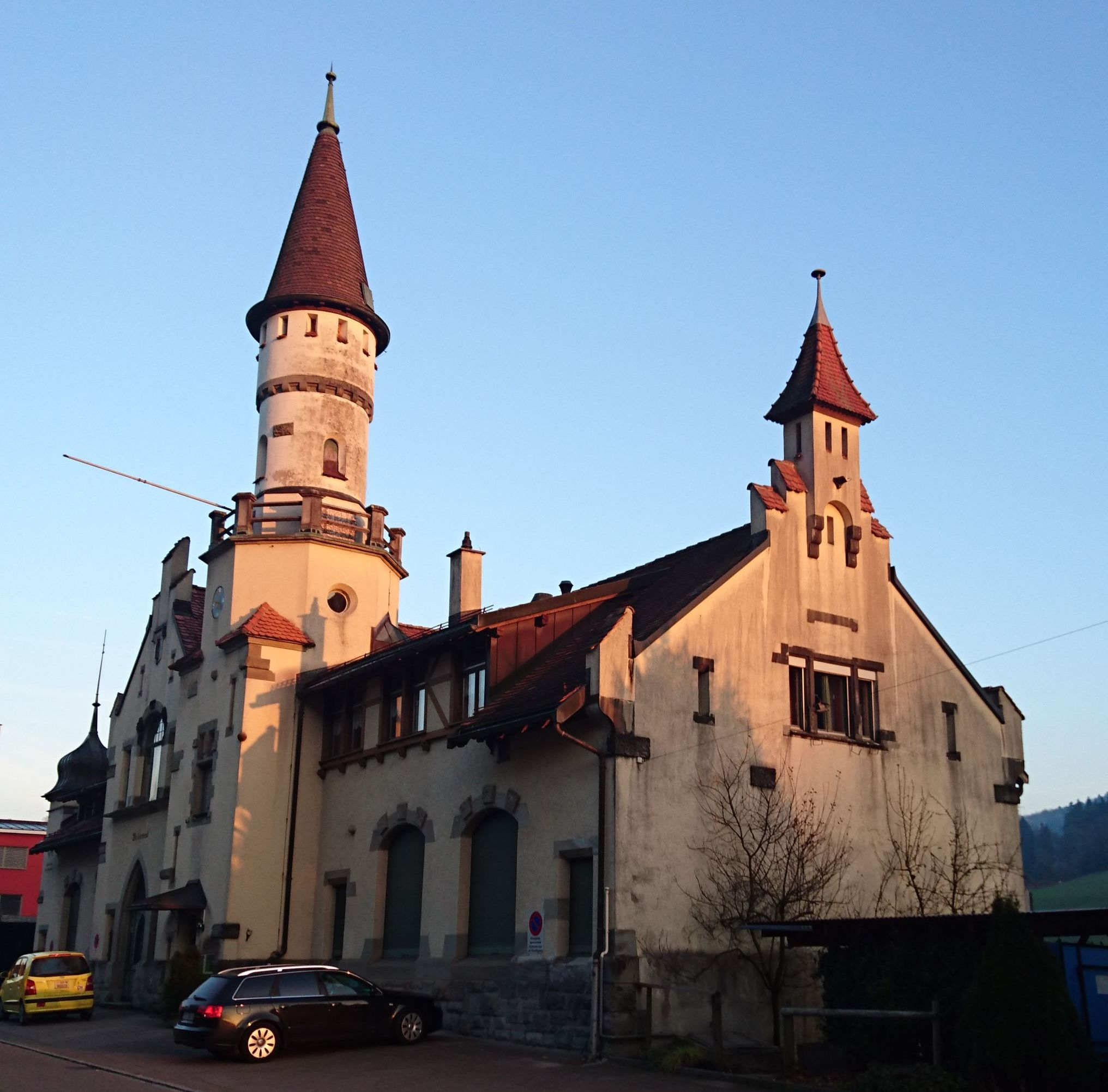
Schützenhaus Weierweid in St. Georgen

St. Georgen liegt im Süden der Stadt, im Tal der Steinach, und ist mit der Buslinie 6 verbunden. Das Quartier beginnt am oberen Ende der Mülenenschlucht und zieht sich bis zum Ortsende oberhalb von St. Georgen-Bach dem Bach entlang hin. Zusätzlich kann man das Quartier mit der Mühleggbahn von der Innenstadt erreichen. Im April 2014 wohnten 5201 Personen in dem Quartier, bei einem Ausländeranteil von 16 %, was unter dem Schnitt von 30 % für die gesamte Stadt St. Gallen liegt und der zweitniedrigste der Stadt ist. Das Quartier grenzt an die St. Galler Quartiere Riethüsli, Innenstadt, Südostquartier und Notkersegg und dazu an die Appenzell Ausserrhoder Gemeinden Teufen AR und Speicher.

## Ortsbild
Am westlichen Ende von St. Georgen, im «Tal der Demut» liegt die Schiessanlage der Feldschützengesellschaft St. Gallen. Das Schützenhaus Weierweid wurde zum Anlass des Eidgenössischen Schützenfestes vom 16. bis 28. Juli 1904 erbaut. Es wird immer noch für Schiessveranstaltungen und das «obligatorische Schiessen» verwendet und verfügt über Anlagen für 300 m, 50 m, 25 m und eine 10-m-Luftdruckanlage. Der im Heimatstil errichtete Bau gehört zum Inventar Schützenswerter Bauten der Stadt St. Gallen, während ganz St. Georgen im Inventar Schützenswerter Ortsbilder ISOS als Ortsbild von nationaler Bedeutung aufgeführt ist. Ebenfalls beeinflusst vom Heimatstil sind die Häuserzeilen der Gellert- und Hebelstrasse, die während der Blütezeit der St. Galler Stickerei von 1903 bis 1911 errichtet wurden. 2019 wurde mit einem Renaturierungsprojekt im am westlichen Ende des Quartiers gelegenen Tal der Demut begonnen, bei dem der eingedolte Weierweidbach, der in Richtung Riethüsli fliesst, offengelegt, renaturiert und mit einem Weg aufgewertet wurde.

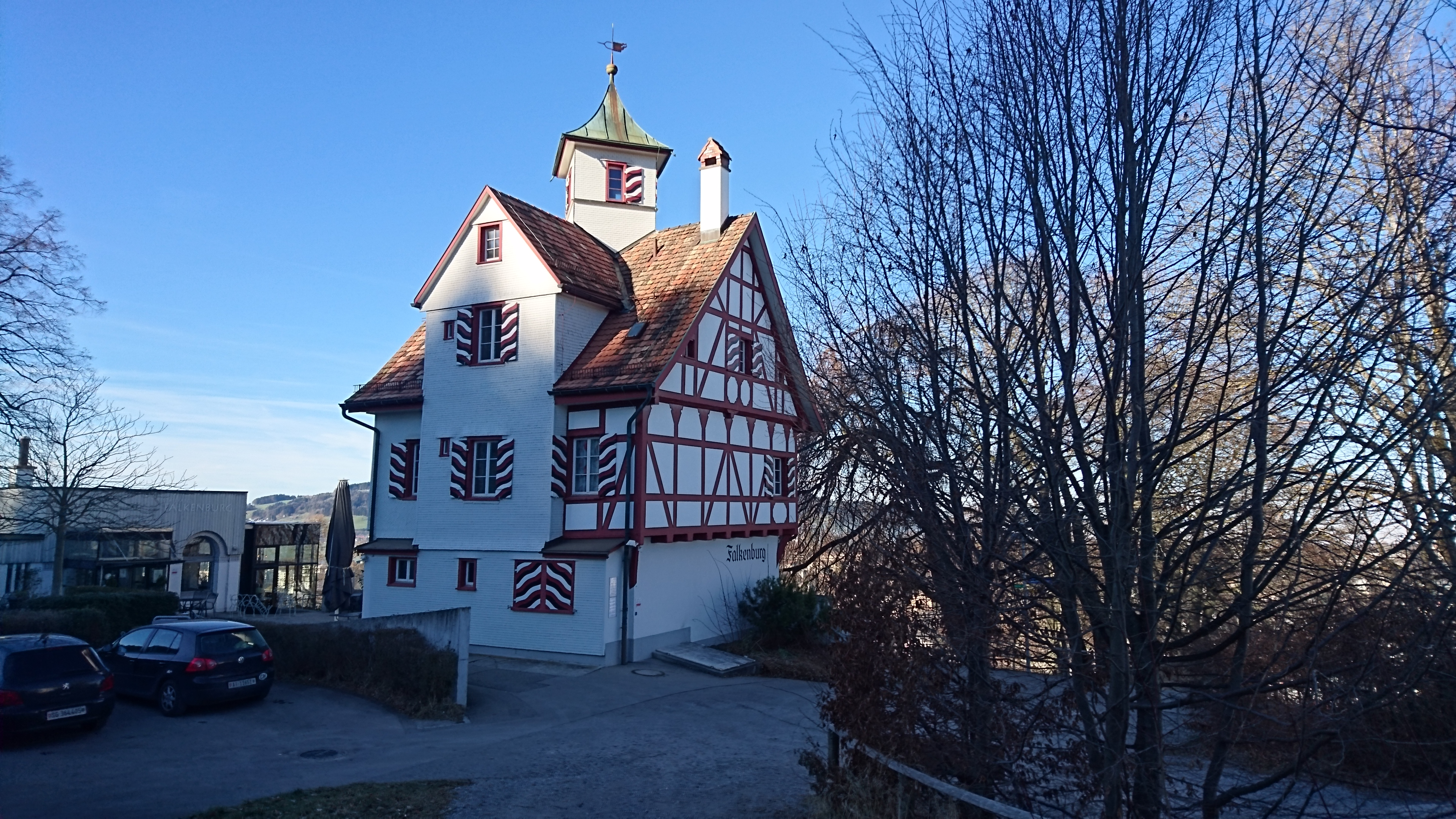
Restaurant «Falkenburg» in St. Gallen, St. Georgen

Bauten des Eidgenössischen Schützenfestes im Juli 1904 einschliesslich des Schützenhauses Weierweid

Ein weiteres bemerkenswertes Gebäude von St. Georgen, das einen historischen Hintergrund hat, ist das Restaurant «Falkenburg». Die ursprüngliche Version des Gebäudes sei im Jahr 1497 vom Stadtbürger Heinrich Hochreutiner auf dem Bernegg-Hang errichtet worden und wechselte bis 1660 verschiedentlich die Besitzer, als es von der Stadt gekauft wurde und dem regierenden Bürgermeister fortan als Sommerresidenz diente. Nach dem Untergang der Stadtrepublik wurde das Anwesen 1808 wieder verkauft und 1861 eine Gaststätte darin eröffnet, welche den bis heute geläufigen Namen bekam. Das Restaurant befindet sich heute im Besitz der Ortsbürgergemeinde St. Gallen, die als Verpächterin auftritt, und ist in einem modernen Nebenbau untergebracht. In dem historischen Gebäude brach am 28. Januar 2017 ein Brand aus, der grossen Schaden anrichtete. Das angrenzende Restaurant blieb verschont. Im Rahmen der Renovation in Zusammenarbeit mit dem Denkmalschutz wurde in dem alten Gebäude ein Minihotel mit 4 Zimmern, 7 Betten und einem Seminarraum eingerichtet und im Frühling 2019 eröffnet. Restaurant und Hotel wurden von Ende Dezember 2024 bis Mai 2025 für einen umfassenden Umbau geschlossen.
Über Jahrhunderte bestand in St. Georgen zudem das Benediktinerinnenkloster St. Wiborada. An dessen Stelle befindet sich heute das Seminar und Bildungshaus St. Wiborada. Im Garten des ehemaligen Klosters sind Frauen des Ortsvereins zudem dabei, den Klostergarten wieder aufleben zu lassen.

## Geographische Besonderheiten

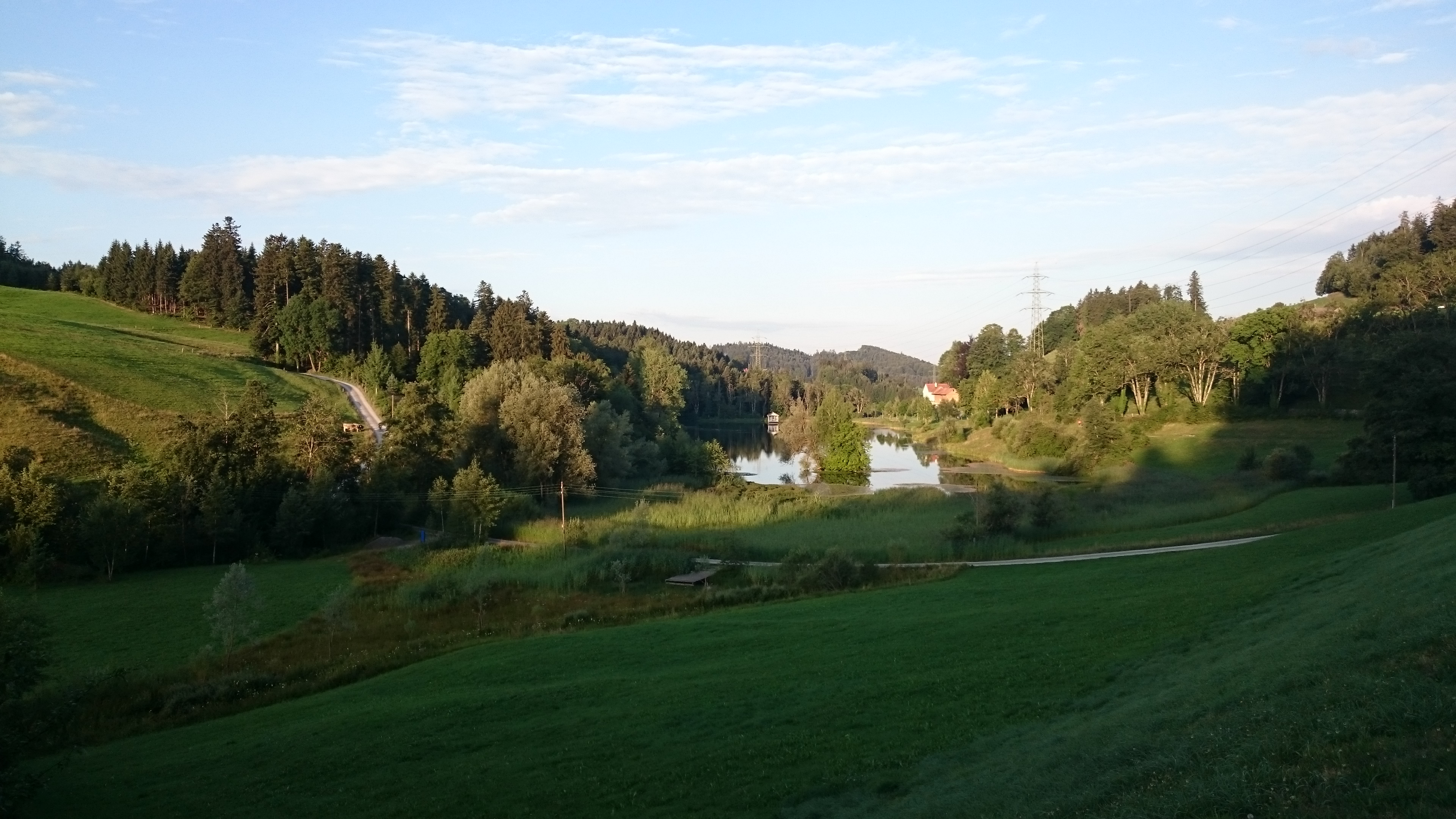
Blick auf den «Wenigerweier» von Osten in Richtung St. Georgen (2015)

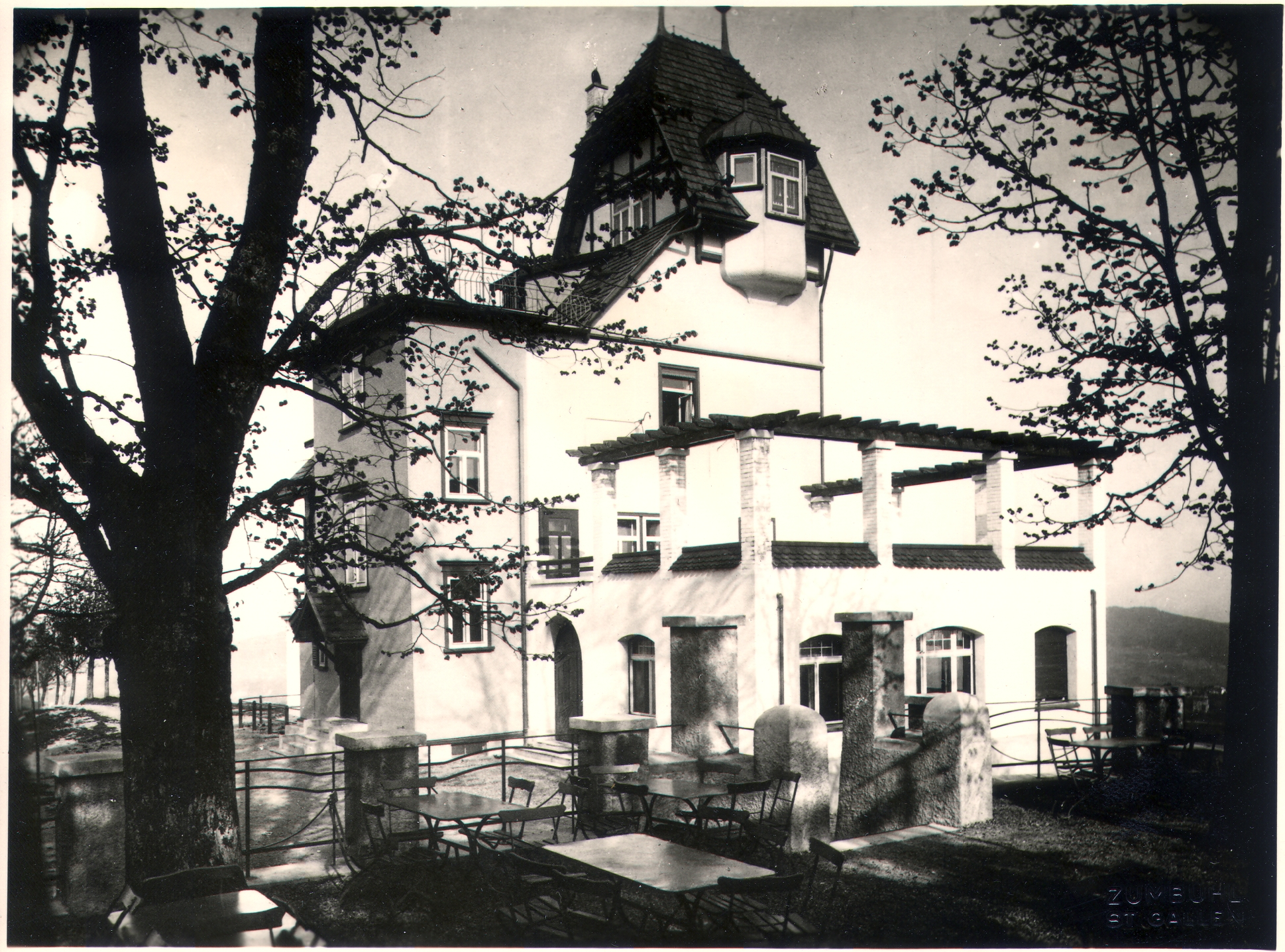
Das 1956 abgebrochene Restaurant Freudenberg auf einer Aufnahme aus den Jahren 1900–1910

Die folgende Beschreibung der Geographie St. Georgens beruht auf dem Gebiet, das in der Publikation über Quartierportraits des Amtes für Gesellschaftsfragen der Stadt St. Gallen für St. Georgen definiert und von den Bewohnern auch so wahrgenommen wird. Von den Quartiergruppen und den statistischen Quartieren her würden die Drei Weieren zum Beispiel zum Südostquartier und Birt und Wenigerweier zum Quartier Notkersegg gehören.
Der grösste Teil des Siedlungsgebietes von St. Georgen liegt im Tal der Steinach und ist auf der Nordseite durch den Hügelzug von Freudenberg (887 m) und Kapf (933 m) vom Rest der Stadt abgetrennt. Der Hügelzug selbst wird auf beiden Seiten durch landwirtschaftliche Betriebe und den Gemeindewald der Stadt geprägt, wurde auf seiner Südseite während der letzten Jahre aber immer dichter bebaut. Um die letzten Baulandreserven des Quartiers zu erschliessen, wurde 2015 der Bau einer neuen Strasse beschlossen. Da der Rest der unbebauten Fläche des Quartiers Landwirtschafts- und Grünzonen sind, dürfte der ländliche Charakter aber bewahrt bleiben und bleibt so ein vom städtischen Siedlungsgebiet fast umschlossenes Naherholungsgebiet. Bis Mitte der 1950er Jahre gab es auf dem Freudenberg sogar ein Restaurant, das 1956 vom Zivilschutz abgebrannt wurde, nachdem sich der Plan von 1952, eine Seilbahn von der Stadt auf den Berg zu erstellen, zerschlagen hatte. Vom Restaurant zeugen nur noch eine Kastanienallee am Fussweg und alte Fundamentmauern auf der Hügelspitze.
Der höchste Punkt der Stadt St. Gallen liegt auch in St. Georgen, «im Birt» auf dem Eggen-Hügelzug mit 1074 m. Dort befindet sich auch einer der drei Skilifte der Stadt St. Gallen (wobei sich dessen Talstation im Kanton Appenzell Ausserrhoden befindet), ein zweiter befindet sich ebenfalls in St. Georgen an der «Beckenhalde», direkt gegenüber dem Schützenhaus Weierweid an dessen Zielhang.
Am oberen Ende des Steinachtales liegt der «Wenigerweier», der 1821–1823 vom Unternehmer Michael Weniger erbaut worden war, um die damaligen Industriebetriebe, die in St. Georgen, aber auch in der Stadt St. Gallen angesiedelt waren, auch in Trockenzeiten durch den Bach oder über Leitungen mit Wasser versorgen zu können. Das Gebiet um den Weiher herum ist seit 1979 Naturschutzgebiet mit teils nationaler Bedeutung und grenzt unmittelbar an St. Georgen. Seit 2011 führt vom «Wenigerweier» durch das «Philosophental» genannte obere Steinachtal, St. Georgen und die Mühlenenschlucht bis zur Talstation der Mühleggbahn ein von der Naturwissenschaftlichen Gesellschaft St. Gallen NWG erstellter «Natur- und Industrieweg».
St. Georgen verfügte über ein  weiteres künstliches Gewässer: Der «Rütiweier» lag am südlich der Steinach gelegenen Hang des Eggenhöhenzuges und war 1836 aufgeschüttet worden. Wie der «Wenigerweier» diente auch der «Rütiweier» der Sicherstellung der Wasserversorgung der Industriebetriebe von St. Georgen und der Mühlenenschlucht, wenn der Wasserstand der Steinach niedrig war. Die Staubecken leisteten noch einen weiteren wichtigen Dienst als Rückhaltebecken bei Hochwasserereignissen während Unwettern und bei der Schneeschmelze. Aus alten Chroniken sind heftige Hochwasserereignisse aus den Jahren 1478, 1552 und 1774 bekannt, die ganze Ställe samt dem Vieh mitgerissen und Menschenleben gefordert hatten.
Spätestens mit der flächendeckenden Elektrifizierung verlor der Rütiweiher seine Bedeutung als Industriegewässer, wurde 1966 verkauft und zum Fischgewässer umgenutzt. Anfang der 1990er Jahre musste er als Folge der revidierten Talsperrenverordnung geöffnet und das Wasser abgelassen werden. Er wurde der Stadt St. Gallen geschenkt. Aufgrund des nun wieder möglichen freien Flusses des «Rütibachs» ereigneten sich 2002 und 2005 in St. Georgen Überschwemmungen mit schweren Gebäudeschäden, weshalb vom Stadtrat beschlossen wurde, am Ort des ehemaligen Weihers ein Rückhaltebecken zu bauen. Da die neue Rückhaltemauer wegen ihrer Lage in einem Schutzgebiet als Erdwall ausgeführt wurde und nicht ausreichend schnell genügend Baumaterial gefunden werden konnte, verzögerte sich deren Fertigstellung. Ende 2017 konnte der Bau des Walls abgeschlossen werden, und Mitte 2018 wurden die letzten mess- und alarmtechnischen Einrichtungen fertiggestellt. Im Siedlungsgebiet von St. Georgen wurde 2024 zwischen der St. Georgenstrasse 113–117 und dem Schokoladenweg ein in den 1990er Jahren eingedolter Bachbogen der Steinach wieder offengelegt und renaturiert. Es handle sich dabei um eine weitere Massnahme im Rahmen des Hochwasserschutzes an der Steinach und um eine ökologische Aufwertung mit Kleintierbankett und Neubepflanzung.
Die von der Quartierbevölkerung als Teil St. Georgens wahrgenommenen und vor allem von dort erreichbaren Drei Weieren schliessen nordöstlich an das offizielle Quartiergebiet an.

## Industriegeschichte

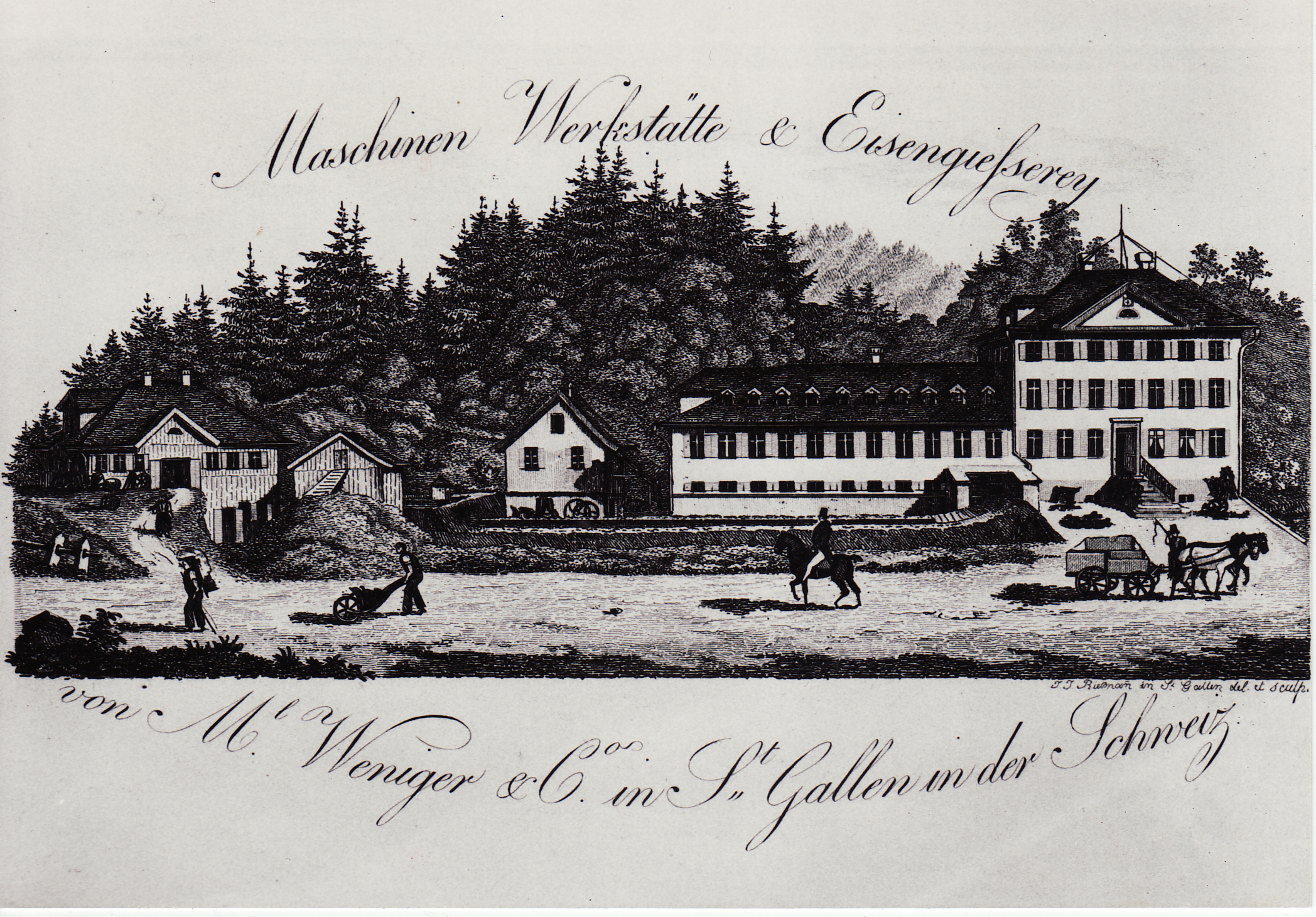
Bild der ursprünglichen Giesserei und Maschinenfabrik von Michael Weniger aus dem Jahr 1835

Mehrere bedeutende Firmen der Schweizer Industriegeschichte hatten ihren Ursprung im Steinachtal, wegen des einfachen Zuganges zur Wasserkraft. So gründete der Winterthurer Unternehmer Johann Jacob Rieter zusammen mit Michael Weniger 1810/1811 eine Spinnerei, die 1884 in eine Schokoladenfabrik umgenutzt wurde und als eines der ersten Industrieunternehmen gilt, das die Wasserkraft der Steinach nutzte. Michael Weniger gründete auch die Maschinenwerkstätte und Giesserei, in der Franz Saurer arbeitete, bevor dieser seine eigene Giesserei, auch an der St. Georgenstrasse, gründete. Die Fabrik wurde nach dem Tod von Weniger vom Augsburger Financier und Unternehmer Gottlieb Freiherr von Süsskind übernommen und von dessen Erben bis zur Liquidation 1910/1912 weiter geführt. Ein Teil der Montagehalle steht heute noch an der St. Georgenstrasse und dient als Abstellhalle für Autobusse im Untergeschoss und beherbergt die sogenannte Timeout-Schule im Obergeschoss.
Nach dem Wegzug der meisten Fabriken befand sich als letzter Industriebetrieb der Schokoladenhersteller Maestrani in St. Georgen, der dort zwischen 1884 und 2003 Schokolade produzierte, bis die Firma nach Flawil umzog. Vor der Schokoladenfabrik war in den Gebäuden die von Weniger und Rieter gegründete Spinnerei gewesen. An der Stelle der Fabrikgebäude wurde eine Wohnüberbauung inklusive Kindergarten am «Schokoladenweg» errichtet.

## Schulen
St. Georgen verfügt über zwei Primarschulhäuser (Schulhaus «Hebel» und Schulhaus «Bach») und fünf Kindergärten. Der Anteil fremdsprachiger Schüler in diesen Schulhäusern (wie auch im Schulhaus Rotmonten) ist im Vergleich zum Rest der Stadt niedrig, was diese zu beliebten Bildungseinrichtungen für wohlhabendere Eltern macht. Dieses Thema wird in der Stadt unter den Schlagworten «Berg- und Talschulhäuser» diskutiert, weil diese Schulhäuser in den höhergelegenen Quartieren St. Georgen und Rotmonten liegen.
Das Hebelschulhaus wurde 1904 eingeweiht und 1921/22 erweitert. Es ist wie die Häuser der anschliessenden Hebel- und Gellertstrasse vom Heimatstil beeinflusst und bildet mit diesen eine architektonische Einheit.
Das Schulhaus Bach wurde in der Gemeinde Tablat, die bis 1798 dem Fürstabt unterstanden hatte, von der 1852/62 gegründeten Evangelischen Schulgemeinde Tablat zwischen den Jahren 1881 und 1885 gebaut. Dies, da durch die Industrialisierung sowohl die Gesamtbevölkerung St. Georgens als auch der Anteil evangelischer Personen stark anstieg. Die katholische und reformierte Schulgemeinde blieben bis zum Anschluss von Tablat an die Stadt St. Gallen 1918 getrennt.
Ab 2018 hätte das Hebelschulhaus wegen der erwarteten, stark steigenden Schülerzahlen saniert werden sollen, wobei durch ein neues Raumkonzept zusätzlicher Unterrichtsraum geschaffen werden sollte. Dies nachdem frühere Ausbaupläne wegen sich ändernder statistischer Prognosen sistiert worden sind. Das noch 2014 geplante Vorhaben, den Dachstock des Gebäudes auszubauen, wurde fallengelassen. Das Projekt wurde allerdings weiter verschoben und dafür 2018 in einem Provisorium eine Tagesbetreuung auf dem Schulhof errichtet, in der auch zusätzliche Schulzimmer untergebracht werden. Die Sanierung wurde bis zum Schuljahr 2022/23 unter Einbezug eines benachbarten Wohnhauses an der Hebelstrasse 20, das neu Werkhaus genannt wird, abgeschlossen. Etwa zur gleichen Zeit (Sommer 2023) wurde die Tagesbetreuung fertiggestellt, deren Siegerprojekt 2019 ausgewählt worden ist.
Die Modernisierung des Schulhauses umfasst laut Informationen der Stadt an den Elternrat folgende Punkte, die in 3 Etappen ausgeführt werden:
1. Etappe: Sanierung vom „kleinen“ Schulhaus (Gebäude neben dem Schulhaus Hebel). Dieses heisst neu „Werkhaus“. Umbauphase ab Herbst 2020 bis Sommer 2021 (Bezugsbereit im August 2021).
2. Etappe: Sanierung Schulhaus Hebel. Umbauphase ab Sommer 2021 bis Sommer 2022 (Bezugsbereit im August 2022)
3. Etappe: Neugestaltung Schulhausplatz ab Sommer 2022
Der Zeitplan für die Neugestaltung Schulhauplatz wurde durch eine Weiterverwendung der Schulhausprovisorien für zwei Kindergartenklassen in St. Georgen-Bach, deren Räumlichkeiten renoviert wurden, um zwei Jahre verschoben. Die Provisorien wurden im Frühling 2024 abgebaut und nach einer intensiven Diskussion der Lieferfirma zurückgegeben.
Werkhaus: Die Arbeiten beinhalten eine Totalsanierung. Geschaffen werden Räume fürs Werken, für Textiles-Gestalten und im Dachgeschoss Räume für den Musikunterricht. Die Sanierungsarbeiten beinhalten: • Gebäudehülle und Dachsanierung inkl. Wärmedämmung • Trittschall Optimierung • Feuchtigkeit im Erdreich Abdämmung • Ausbau Vordach • Umgebungsarbeiten
Schulhaus Hebel: Eine massgebende Veränderung ist der Einbau von einem Lift. Die Sanierungsarbeiten beinhalten: • Blockheizkraftwerk • Lift • Erneuerung der sanitären Anlagen • Korridore als Gruppenräume (ausser EG) • Dachgeschoss Anpassungen.
2024 wurden in St. Georgen laut Stundenplanauflistung 6 Kindergartenklassen und 15 Primarschulklassen unterrichtet. Davon wurden in 5 Grundstufenklassen (1./2. Klasse) und in 10 Mittelstufenklassen von der 3. bis zur 6. Klasse mit teilweise gemischten Klassen (3./4. und 5./6.) zusammen über 350 Schüler unterrichtet.
Für weiterführenden Unterricht nach der Mittelstufe (4.–6. Klasse) müssen die Schüler Schulen in anderen Quartieren besuchen.
An der St. Georgenstrasse 160 befindet sich die Timeout-Schule. Dieses Schulangebot für Jugendliche soll laut der Stadt diesen ermöglichen, sich ausserhalb der Herkunftsklasse neu zu orientieren, sich positiv zu entwickeln, neue Perspektiven zu erarbeiten und so wieder in den normalen Schulbetrieb zurückkehren zu können.